# Provinciale weg 513
De provinciale weg 513, ook wel N513, is een provinciale weg in Noord-Holland die loopt van de aansluiting met de N203 via Castricum naar Castricum aan Zee.
De N513 begint op de N203 ten zuiden van Limmen. De weg loopt vervolgens richting het westen aan de noordkant van Castricum. Vervolgens wordt de spoorlijn Den Helder - Amsterdam gekruist en midden door Bakkum. Daarna gaat de N513 dwars door het Noordhollands Duinreservaat om te eindigen in Castricum aan Zee.
Het eerste gedeelte tussen de N203 en de rotonde naar Castricum heeft 2x2 rijstroken. Daarna is de weg uitgevoerd als tweestrooks-gebiedsontsluitingsweg tot het einde in Castricum aan Zee. De maximumsnelheid tussen de N203 en Bakkum is 80 km/h en tussen Bakkum en Castricum aan Zee 60 km/h. De weg heeft over de gehele lengte de straatnaam Zeeweg. 
N23 · N194 · N196 · N197 · N198 · N199 · N200 · N201 · N202 · N203 · N204 · N205 · N206 · N207 · N208 · N209 · N210 · N211 · N212 · N213 · N214 · N215 · N216 · N217 · N218 · N219 · N220 · N221 · N222 · N223 · N224 · N225 · N226 · N227 · N228 · N229 · N230 · N231 · N232 · N233 · N234 · N235 · N236 · N237 · N238 · N239 · N240 · N241 · N242 · N243 · N244 · N245 · N246 · N247 · N248 · N249 · N250 · N307

N401 · N402 · N403 · N404 · N405 · N406 · N407 · N408 · N409 · N410 · N411 · N412 · N413 · N414 · N415 · N416 · N417 · N418 · N419 · N420 · N421 · N439 · N440 · N441 · N442 · N443 · N444 · N445 · N446 · N447 · N448 · N449 · N450 · N451 · N452 · N453 · N454 · N455 · N456 · N457 · N458 · N459 · N460 · N461 · N462 · N463 · N464 · N465 · N466 · N467 · N468 · N469 · N470 · N471 · N472 · N473 · N474 · N475 · N476 · N477 · N478 · N479 · N480 · N481 · N482 · N483 · N484 · N487 · N488 · N489 · N490 · N491 · N492 · N493 · N494 · N495 · N496 · N497 · N498 · N501 · N502 · N503 · N504 · N505 · N505 (Andijk) · N506 · N507 · N508 · N509 · N510 · N511 · N512 · N513 · N514 · N515 · N516 · N517 · N518 · N519 · N520 · N521 · N522 · N523 · N524 · N525 · N526 · N527 · N806 · N830 · N848

Cursief vermelde wegen zijn voormalige Provinciale wegen